# Pararge gerdae
Pararge gerdae är en fjärilsart som beskrevs av Nordström 1935. Pararge gerdae ingår i släktet Pararge och familjen praktfjärilar. Inga underarter finns listade i Catalogue of Life.